# Падовано, Аннибале
Аннибале Падова́но, Аннибале Падуанский (итал. Annibale Padovano, также Padoano, Patavino, Patavinus; 1527, Падуя — 15 марта 1575, Грац) — итальянский композитор и органист, один из создателей органной токкаты и ричеркара.

## Очерк биографии и творчества
Прозвище «Падовано» происходит от названия города, в котором родился композитор (итал. padovano падуанец). О его образовании сведений нет. Расцвет музыкальной карьеры Падовано связан с Венецией, где в 1552-65 гг. он занимал (чрезвычайно почётную) должность органиста венецианского кафедрального собора Сан-Марко и публиковал свои музыкальные сочинения (первая публикация в 1556 г. — книга ричеркаров). В 1565 г. переехал в Грац, где работал органистом и (с 1570) капельмейстером при дворе эрцгерцога Австрии Карла II.
Падовано известен, главным образом, своими сочинениями для органа. Его считают одним из создателей ричеркара и токкаты. Пятиголосные мадригалы печатались отдельно (1564) и в составе сборников светской музыки разных композиторов. Среди сочинений для церкви — сборники пятиголосных месс (1573), пяти- и шестиголосных мотетов (1567). К бракосочетанию баварского герцога Вильгельма V и Ренаты Лотарингской (22.2.1568) Падовано сочинил пышную музыку, от которой уцелела инструментальная «Aria della battaglia per sonar» (опубликована посмертно, в сборнике 1590 г.) и месса (не опубликована). Необычность мессы в том, что она написана для грандиозного состава — трёх восьмиголосных хоров (т.е. в общей сложности на 24 голоса).
Возможно, Падовано, также писал музыку к свадьбе своего патрона Карла II и Марии Баварской, которая состоялась 26 августа 1571 г. (сочинения не сохранились).

## Рецепция
О Падовано восторженно («mai abbastanza lodato») отзывался в своей книге «Fronimo» (1584) Винченцо Галилей, с приложением собственных лютневых интабуляций музыки Падовано. Произведения Падовано (печатные сборники и рукописи) хранятся, в основном, в библиотеках Германии.